# ČSD-Baureihe M 230.0
Der Triebwagen der Baureihe M 230.0 war ein vierachsiger zweimotoriger benzolmechanischer Triebwagen für den gemischten Verkehr der einstigen Tschechoslowakischen Staatsbahnen (ČSD). Er war der erste zweimotorige Triebwagen mit mechanischer Kraftübertragung der ČSD.

## Geschichte und Einsatz
1926, als bei Severočeská Vagónka Česká Lípa der M 220.1 an die ČSD geliefert wurde, entstand dieses Fahrzeug als das erste Versuchsfahrzeug mit zweimotorigem Antrieb.
Der Triebwagen wurde am 17. August 1926 auf Strecken um Ostrava in Betrieb genommen. 1927 fuhr er im Schnellzugeinsatz auf der Strecke Karlsbad–Marienbad und im Herbst desselben Jahres Schnellzugeinsätze auf der Strecke Pilsen–Žatec–Duchcov. Er blieb Prototyp. Im Betrieb gab es Schwierigkeiten, weil die pneumatische Steuerung der Getriebe die Synchronisierung der zweimotorige Anlage nicht vollständig beherrschte. Vielfach stand der Wagen als Reserve abgestellt und wurde 1941 als Schulwagen umgebaut.

## Technische Merkmale
Angetrieben wurden die Fahrzeuge von zwei Sechszylinder-Viertakt-Benzinmotoren von N.A.G. Das Drehmoment jedes Motores wurde über eine Gelenkwelle an ein vierstufiges mechanisches Getriebe der Bauart N.A.G. übertragen. Dieses wurde durch Druckluft gesteuert. Das Getriebe war mit einem Wendegetriebe ausgestattet und im Rahmen des Wagens über dem Drehgestell eingehängt. Mit ihm wurde das Drehmoment weiter übertragen auf die zweite Achse des Fahrzeuges, so dass sich die Achsfolge (1A)(A1) ergab.
Die gesamte Antriebsanlage befand sich an der Spitze des Wagens. Ein Kühler ragte über die Fahrzeugspitze hinaus und gab dem Fahrzeug sein charakteristisches Aussehen, ebenso der Schacht, der die Kühlluft vom Dach nach unten führte.
Der Wagen hatte Drehgestelle mit zweifacher Federung. Er hatte eine selbsttätige Traktionsbremse Knorr. Das Abteil der Reisenden war geteilt in drei Bereiche, mit 74 Sitzplätzen. Diese wurde durch die Abgase des Verbrennungsmotors beheizt. An beiden Enden des Wagens war ein Führerstand. Da beide Verbrennungsmotoren in der Mitte der Achse unter einer Abdeckung angeordnet waren, befand sich das Führerpult rechts. Der Stirnbereich war gleichzeitig Einstiegsraum für die Reisenden und Gepäckabteil. Links von der Motorabdeckung war ein kleiner Durchgang und an der Stirnseite eine Tür nach vorn mit Übergangsbrücke. Diese Anordnung wurde im Prinzip mit kleinen Veränderungen von den nach folgenden M 220.2, M 220.3, M 221.2, M 251.0 und M 251.1 mit übernommen.